# Claude Meylan
Claude Meylan – firma zajmująca się produkcją luksusowych zegarków. Mieści się w Vallée de Joux.
Marka Claude Meylan odwołuje się do tradycji zegarmistrzowskiej rodu Meylan, której początki sięgają I połowy XVIII wieku. Wśród przedstawicieli tej rodziny byli: Samuel-Olivier Meylan (1721–1755) – pierwszy producent zegarków w Vallée de Joux oraz Philippe-Samuel Meylan. W ofercie firmy znajdują się chronografy oraz bogata kolekcja zegarków szkieletowych.
Samuel-Olivier Meylan był pierwszym z rodu Meylan, który poświęcił się sztuce zegarmistrzowskiej. Prawdopodobnie wywodził się z rodziny kowali. W 1740 roku opuścił Vallée de Joux aby poznać tajniki zegarmistrzostwa, został uczniem Mathieu Biaudet w miejscowości Rolle, szybko jednak zdobył wiedzę i usamodzielnił się. Tytuł mistrza zegarmistrzostwa uzyskał w 1748 roku, powrócił do Vallée de Joux i został pierwszym producentem zegarków w tym regionie. Jest także twórcą pierwszego zegarka kieszonkowego, wyposażonego w mechanizm pozytywki tarczowej. Śladami pierwszego mistrza z rodu Meylan poszli również Pierre-Henri Golay oraz Abraham-Samuel Meylan de l’Orient, którzy zdobywali doświadczenie w sztuce zegarmistrzowskiej w miejscowości Fleurier.
Philippe-Samuel Meylan (1772–1845), syn ślusarza, specjalizował się w mechanice precyzyjnej. Tworzył unikatowe czasomierze, również szkieletowe z transparentnym deklem, zdobione grawerowanymi kwiatami. Jest także twórcą pierwszego bardzo płaskiego mechanizmu odwróconego, nazwanego „bagnolet” oraz zegarka z budzikiem, umieszczonego w oczku pierścionka „montre-bague à réveil”, w którym o odpowiedniej porze wysuwa się dźwignia, drażniąc palec właściciela. Jako pierwszy wyposażył też zegarek z pozytywką w sprężyste języczki, których odpowiednie rozmieszczenie na walcu pozwala uzyskiwać określone melodie. W 1811 roku wspólnie z Issakiem Piguet założył w Genewie manufakturę Piguet et Meylan, specjalizującą się w zegarkach z naciągiem automatycznym i z pozytywką. Większość produktów stanowiły luksusowe czasomierze wykonane ze złota, wysadzane perłami, przeznaczone na eksport. W 1828 wspólnicy rozstali się. Philippe-Samuel Meylan współpracował również z Charles-Augustem Piguet, który umożliwil mu osiedlenie się w Vallée de Joux i był również założycielem manufaktury Louis Audemars, która dała początek firmie Audemars-Piguet, zajmującej się produkcją luksusowych zegarków.